# Lenin w Październiku
Lenin w Październiku  (ros. Ленин в Октябре, Lenin w Oktiabrie) – radziecki film historyczny z 1937 roku w reżyserii Michaiła Romma według scenariusza Aleksieja Kaplera. Film pokazuje nie tylko wydarzenia dotyczące rewolucji październikowej z 1917 roku, ale również rolę Lenina w organizacji powstania bolszewików. Film przedstawia działalność Lenina w decydującym okresie rewolucji - od przyjazdu z Finlandii do historycznego wystąpienia na Drugim Zjeździe Rad.

## Obsada
- Boris Szczukin jako Włodzimierz Lenin
- Nikołaj Ochłopkow jako Wasilij
- Wasilij Wanin  jako brygadzista Matwiejew
- Nikołaj Swobodin jako rewolucjonista Rutkowski
- Wadim Ganszyn jako mienszewik Żukow
- Jelena Szatrowa jako Anna Michajłowna
- Nikołaj Arski jako Blinow, robotnik
- Aleksandr Kowalewski jako Aleksander Kiereński
- Nikołaj Sokołow jako Michaił Rodzianko
- Nikołaj Czapłygin jako Kirilin
- Władimir Władisławski jako Karnauchow
- Kławdija Korobowa jako Natasza
- Siemion Goldsztab jako Józef Stalin
- Władimir Pokrowski jako Feliks Dzierżyński

## Literatura
- Michaił Romm, Lenin w Październiku, przeł. z jęz. ros. Leon Kaltenbergh, Biblioteka Scenariuszy Filmowych 6, Filmowa Agencja Wydawnicza, Warszawa 1951[2].